# Verbleanî, Iavoriv
Verbleanî (în ucraineană Вербляни) este localitatea de reședință a comunei Verbleanî din raionul Iavoriv, regiunea Liov, Ucraina.

## Demografie
Componența lingvistică a localității Verbleanî
     Ucraineană (100%)
Conform recensământului din 2001, toată populația localității Verbleanî era vorbitoare de ucraineană (100%).